# Haus-Tintling
Der Haus-Tintling (Coprinellus domesticus, syn. Coprinus domesticus) ist eine Pilzart aus der Familie der Mürblingsverwandten (Psathyrellaceae). Die Fruchtkörper erscheinen vor allem vom Frühling bis Herbst auf morschem Holz.

## Merkmale

### Makroskopische Merkmale

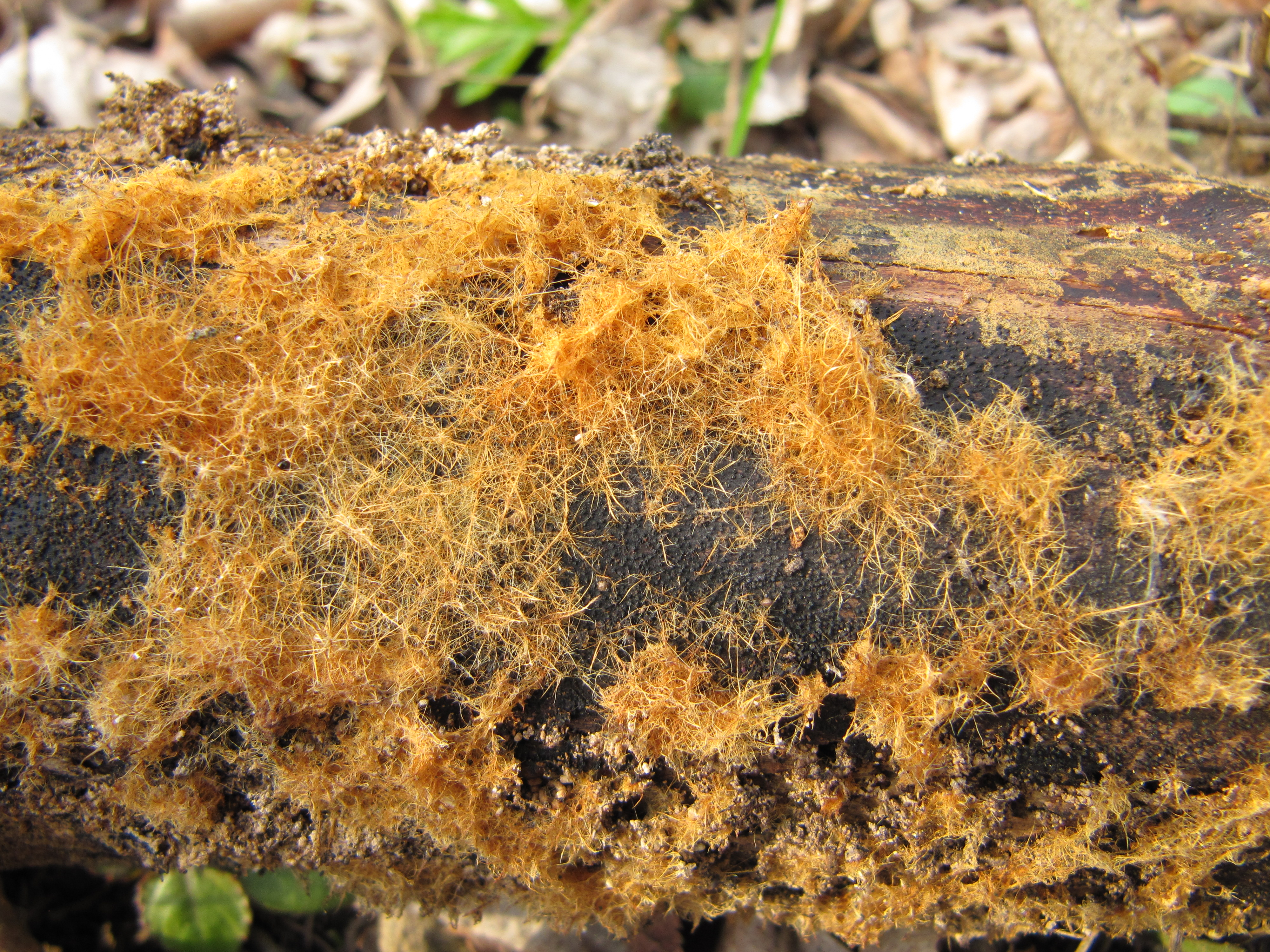
Ozonium des Haus-Tintlings

Der Hut ist 1–4(–6) cm breit und bis 4 cm hoch. Anfangs ist er eiförmig oder walzenförmig geschlossen, dann schirmt er breit glockig auf und ist bei alten Exemplaren schließlich ausgebreitet mit zuletzt eingerollten Rändern. Die Hutoberfläche ist in der Jugend auf creme- bis blass gelbbraunen Grund und gelblich brauner bis ockerfarbener Mitte mit weißen, leicht abwischbaren, körnigen Schüppchen bedeckt. Im Alter ist die Oberfläche grauschwarz, kahl und vom Rand bis zum Scheitel gefurcht. Gelegentlich kann der Rand auch einreißen.
Die gedrängt stehenden und manchmal gegabelten Lamellen sind schmal am Stiel angeheftet. Junge Lamellen sind cremeweiß und werden im Alter dunkelbraun bis schwarz. Sie zerfließen aber nicht oder kaum, sondern welken. Das Sporenpulver ist dunkelbraun.
Der zylindrische, hohle Stiel ist 2–10 cm lang und 0,4–0,9 cm breit. Er ist zerbrechlich, weiß gefärbt und zuerst flaumig, dann glatt. Die leicht keulig angeschwollene Basis ist mitunter gerandet abgesetzt. Die Fruchtkörper entspringen oft einem lebhaft rostbraunen, struppigen Filz (Ozonium). Das dünne Fleisch ist weißlich und riecht schwach pilzartig und schmeckt mild und angenehm. Es neigt kaum zum Zerfließen.

### Mikroskopische Merkmale
Die leicht nierenförmigen Sporen sind 7–10 µm lang und 4–5 µm breit. Mit ihrem rötlich braunen Ton sind sie recht hell im Vergleich zu anderen Tintlingen. Die Cheilozystiden sind schlauch- bis sackförmig und messen 50–100(150) × 30–60 µm. Die Pileozystiden sind von ähnlicher Gestalt oder etwas größer. Das Hutvelum besteht aus rundlichen, hyalinen und verlängerten, bräunlichen Zellen.

## Artabgrenzung
Von der Gruppe um den Glimmer-Tintling (Coprinellus micaceus) ist der Haus-Tintling durch den Aufbau des Hutvelums, das beim Glimmer-Tintling ausschließlich aus rundlichen Zellen besteht und makroskopisch meist einen glimmrigen Schimmer aufweist, sowie die helleren Hutfarben zu unterscheiden. Dem Glimmer-Tintling und verwandten Arten fehlt zudem das Ozonium.

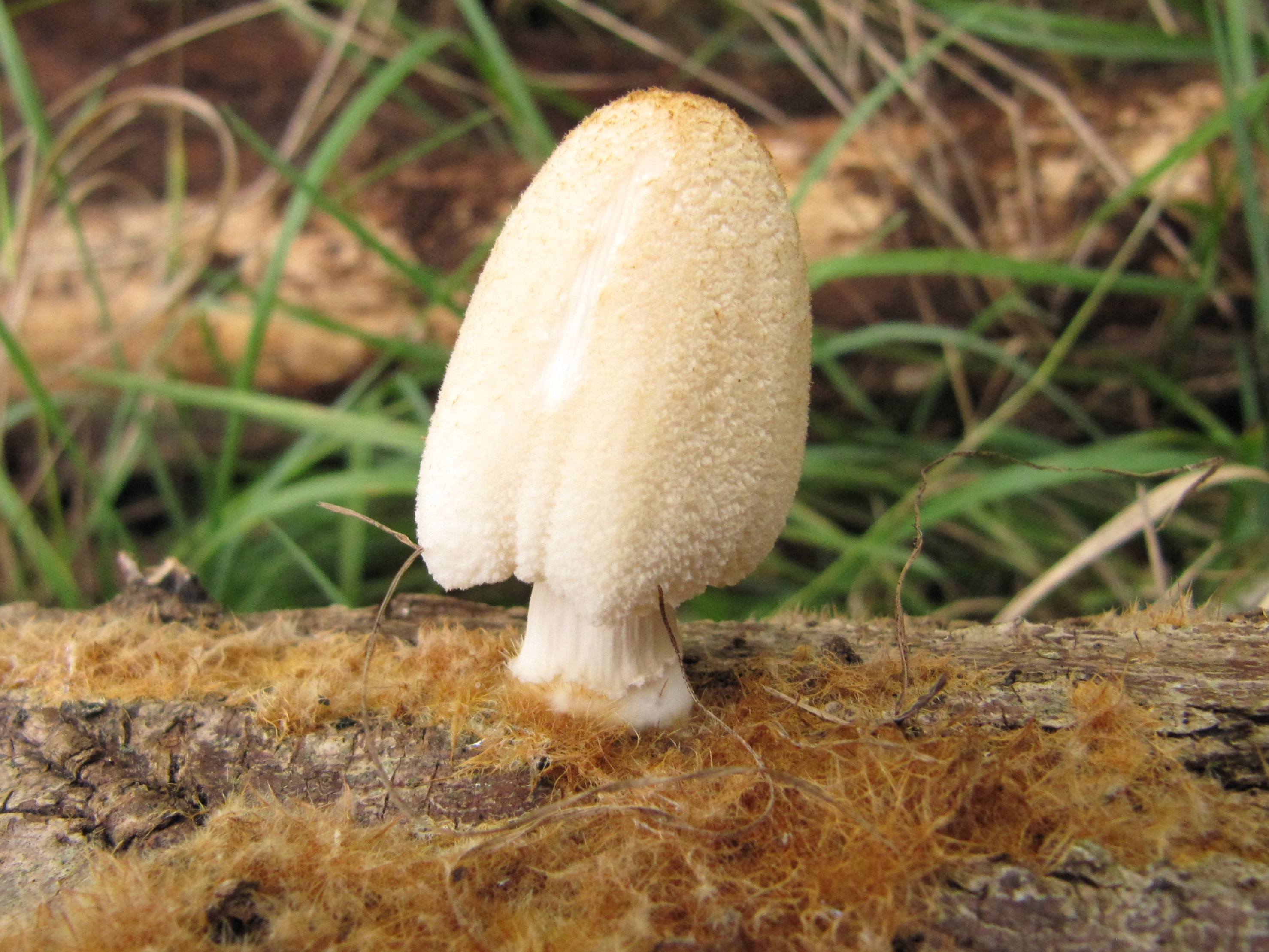
Der Artstatus des sehr ähnlichen Falschen Holz-Tintlings (Coprinellus ellisii) ist umstritten.

Darüber hinaus gibt es in der Gruppe um den Haus-Tintling mehrere ähnliche Arten. Ganz besonders ähnlich ist der Falsche Holz-Tintling (C. ellisii). Seine Abgrenzung vom Haus-Tintling ist umstritten. Er besitzt ein weißes, dichteres Velum und eine ring- bis volvaartige Verdickung am Stielgrund sowie schmalere Sporen, die nur bis zu 3,7 µm breit sind. Sehr ähnlich ist auch der Strahlfußige Tintling (C. radians). Er unterscheidet sich vor allem durch seine größeren Sporen. Ähnlich kann auch der Großsporige Flocken-Tintling (C. flocculosus) mit ebenfalls mit bis zu 16 µm Länge deutlich größeren Sporen sein. Der Gelbschuppige Tintling (C. xanthothrix) ist meist schmächtiger und bekommt später ein creme-gelbliches Velum. Seine Sporen sind elliptisch geformt und im Mittel etwas breiter.

## Ökologie
Der Haus-Tintling bevorzugt mesophile Laubwälder, darunter zählen vor allem Auwälder und Rotbuchenwälder, in erster Linie Waldmeister-Buchenwälder, sowie Eichen-Hainbuchen-Wälder. Daneben ist er in Gärten und Parkanlagen sowie an verarbeitetem Holz in Kellern oder Bergwerken zu finden. Der Pilz lebt als Saprobiont an totem Holz.
Die Fruchtkörper sind das ganze Jahr über, vor allem aber im Frühjahr und Frühsommer zu finden. Sie erscheinen einzeln oder in kleinen Büscheln an liegenden Ästen oder Stämmen und Stümpfen, die sich in der späten Optimal bis Finalphase der Zersetzung befinden. Die Fruchtkörper wachsen auch auf im Boden vergrabenem Holz, so dass sie auf dem Boden zu stehen scheinen. Die besiedelten Substrate sind meist Laubholz, vor allem Rotbuche, Gemeine Esche und Pappeln. Seltener ist er auch an Nadelholz zu finden.

## Verbreitung
Der Haus-Tintling ist in Südamerika, Europa, inklusive der Kanarischen Inseln, und in Australien verbreitet. In Europa reicht das Gebiet von Großbritannien, den Niederlanden und Frankreich im Westen bis Polen und Tschechien im Osten, südwärts bis Spanien (inklusive Mallorca), Italien, Slowenien, Ungarn und Rumänien sowie nordwärts bis Island und Fennoskandinavien. In Deutschland ist die Art verbreitet, im Norddeutschen Tiefland jedoch deutlich seltener.

## Systematik
Um den Haus-Tintling existieren eine Reihe weiterer Arten. Der Status des Falschen Holz-Tintlings (C. ellisii) ist bisher nicht geklärt. Daneben bildet die Gruppe um den Glimmer-Tintling (Coprinellus micaceus) eine habituell ähnliche Gruppe mit anders aufgebautem Velum.

## Bedeutung
Der dünnfleischige Pilz ist kein Speisepilz.

## Weiterführende Literatur
- Andreas Vesper: Coprinus ellisii in Thüringen. In: Boletus. Jahrgang 23, Nr. 1, 1999, S. 7–13 (tham-thueringen.de [PDF; 410 kB; abgerufen am 24. November 2013]).